# Schweinbach (Leutenberg)
Schweinbach ist ein kleines Dorf im Thüringer Schiefergebirge. Es ist ein Ortsteil der Stadt Leutenberg und liegt westlich der Stadt im Landkreis Saalfeld-Rudolstadt.

## Geografie
Der Ort liegt im Norden einer weiten Hochebene, der Steinernen Heide, welche sich zwischen den Tälern der Loquitz und der Sormitz erstreckt. Die Häuser liegen in einer flachen Mulde, ringsum von Feldern und Wald umgeben. Der höchste Punkt der Gemeinde, der Bühl, liegt 596 m hoch.

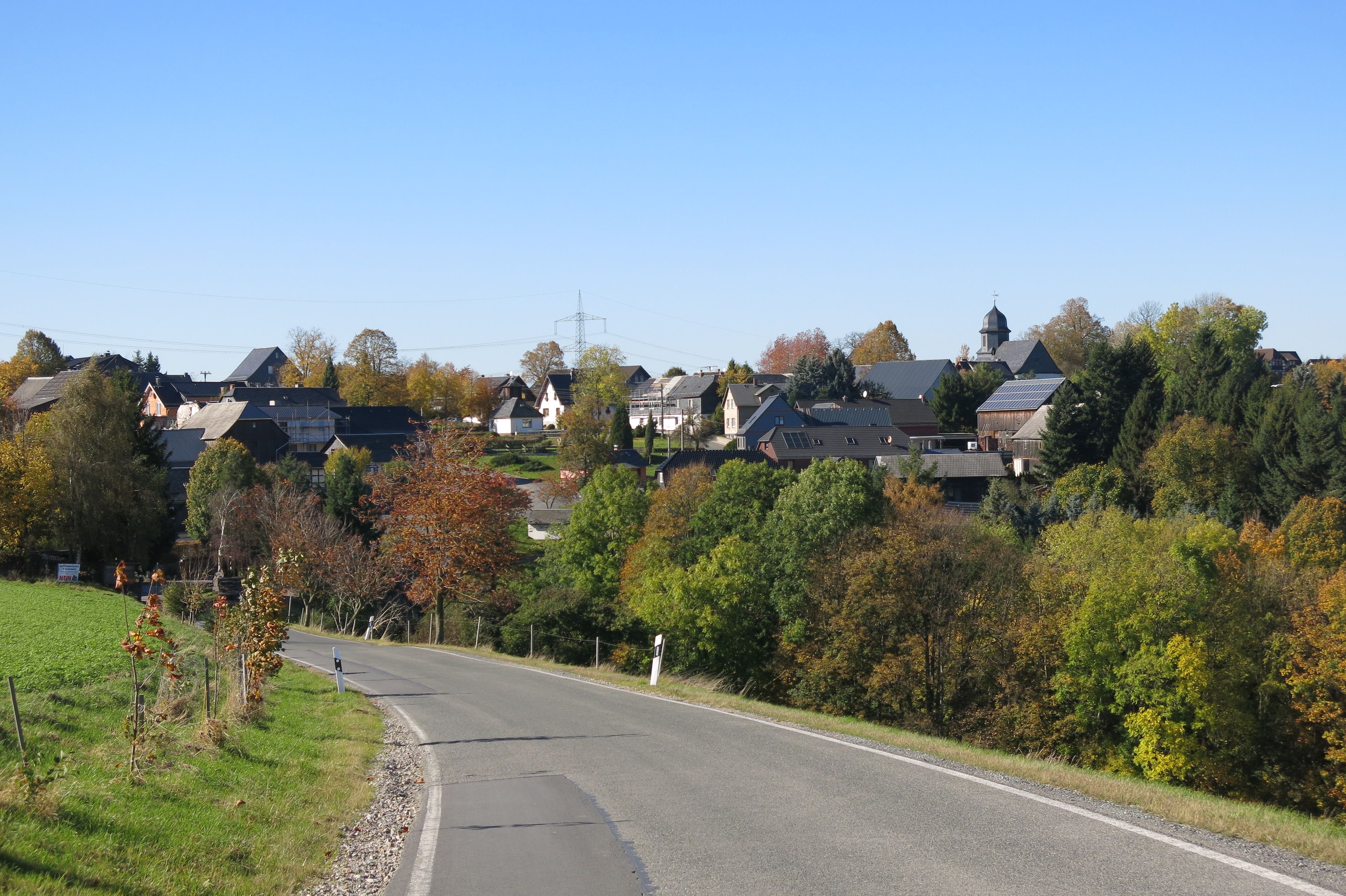
Schweinbach

## Geschichte
Schweinbach wurde wohl im 11. Jahrhundert – mit Verweis auf das Kolonisationsprogramm der Benediktinerabtei Saalfeld gegründet, der Ortsname ist deutschen Ursprungs, die erste urkundliche Erwähnung erfolgte 1398 (oder 1378 – nach Kahl) unter dem Namen Swymbach.  Als Herkunft des Namens wird hierbei auf den Dorfbach verwiesen: „Schwinbach“ – „Schwembach“ und „Schweynbach“ sind Schreibweisen in den frühesten Urkunden zum Ort.
Inmitten des Ortes befinden sich die Reste einer kleinen mittelalterlichen Befestigungsanlage: noch Mitte des 19. Jahrhunderts umgab ein doppelter Wassergraben eine im Zentrum der Anlage aufgeschüttete winzige Insel, sie bot wohl nur Platz für einen Wehrturm. Zwischen den Gräben war der Aushub als Ringwall aufgeschüttet worden und wohl von einem Palisadenring bekrönt. Im ausgehenden 19. Jahrhundert hatten die Schweinbacher die Erlaubnis erhalten, den westlichen Teil des Burggeländes einzuplanieren, der äußere Graben wurde mit Bauschutt aufgefüllt. Die Anlage ist somit nur noch in geringen Teilen erhalten. Eine Überlieferung meldet, das in der Burg eine „Gräfin von Leutenberg“ gelebt habe.
Der Grundbesitz im Dorf wurde bereits im 15. Jahrhundert auf zwei adelige Gütern aufgeteilt:
Das ältere Gut erscheint erstmals 1453 als Besitz der Herren von Lengefeld, die im Edelhof von Laasen und in den benachbarten Orten Arnsbach, Döhlen und Reschwitz als Gerichtsherren bekannt sind. Die Familie behielt das Gut bis 1741 im Besitz, es gelangte dann an K. Erdmann von Reitzenstein. Schon wenige Jahre später erhielt es eine Freifrau von Speßhardt, 1808 wurde das Gut aufgeteilt. Das zweite Gut wurde noch häufiger veräußert oder verpfändet: 1460 im Besitz eines Matthias von Reitzenstein genannt, kam es über einen Zweig der Herren von Witzleben um 1534 an Christoph von Oberweimar. Der letzte bekannte Besitzwechsel erfolgte 1604 an Heinrich von Helldorf. Vermutlich wurde es dann mit den Lengefelder Besitzungen vereinigt.
Zeitgleich mit der Nennung der Güter wird auch die Dorfkirche entstanden sein, eine Vorgängerkapelle dürfte im Schutz der Burg gestanden haben. Der Ort gehörte zur Grafschaft Schwarzburg-Leutenberg und nach dessen Erlöschen von 1564 bis 1918 zur Oberherrschaft der Grafschaft bzw. des Fürstentums Schwarzburg-Rudolstadt.

## Kulturdenkmal
- Die Reste der Burgstelle sind als Bodendenkmal geschützt.
- Die Kirche des Ortes ist mit Ausstattung als Kulturdenkmal eingetragen (siehe auch Liste der Kulturdenkmale in Leutenberg).